# Exogamie
L'exogamie est une règle matrimoniale imposant de chercher son conjoint à l'extérieur de son groupe social : communauté sédentaire ou nomade, clan, groupe territorial, caste, société, milieu social. Le contraire de l'exogamie est l'endogamie.

## Formes
Elle est totale quand elle oblige à épouser à l'extérieur du groupe social ; et relative quand elle oblige à épouser à l'extérieur du lignage (avec un parent éloigné).
L'exogamie considère le mariage comme une relation d'échange entre différents groupes culturels ou linguistiques créant des liens plus ou moins durables qui constituent la trame de l'organisation sociale globale.
L'exogamie est la règle universelle de structuration de la parenté, issue peut-être de la prohibition de l'inceste, peut-être aussi de l'apparition de l'homme chasseur (il y a un problème théorique-chronologique de causalité). La règle est universelle s'agissant de la famille linéaire. Dans les sociétés à filiation unilinéaire, la règle d'exogamie s'applique à des groupes de parenté plus importants (famille étendue, lignages).
Certains facteurs favorisent l'exogamie tandis que d'autres la freinent. Les migrations représentent un élément important entraînant des mariages exogames, telles l'immigration nationale (par exemple, les travailleurs flamands en Wallonie aux XIXe et XXe siècles) ou internationale (par exemple, les ouvriers italiens dans la région liégeoise après la Seconde Guerre mondiale).
À l'opposé, l'exogamie peut être freinée par toutes sortes d'éléments, le plus souvent d'ordre géographique : fleuve, montagne, mer séparant deux populations. À l'inverse, lorsqu'une population peut — notamment par des moyens techniques — sortir de son isolement, on constate presque toujours une intensification des échanges matrimoniaux. Par exemple, la création d'un pont à Andenne, ville belge sur la Meuse, a intensifié les mariages entre Andennais et Seillois (habitants de la commune située sur l'autre rive).
Les implications psychanalytiques et sociologiques de l'exogamie ont été notamment étudiées par Sigmund Freud dans son ouvrage Totem et Tabou.

## Exemples historiques
Des analyses interdisciplinaires portant sur des individus de la culture campaniforme de la fin de l'âge du cuivre en Allemagne du Sud datés entre 2300 et 2150 av. J.-C. et le premier âge du bronze ont permis de documenter la structure interne de parenté et de résidence et les principes d'organisation sociale de ces communautés locales. Elles montrent dans les deux cas des « modèles frappants de patrilocalité et d'exogamie féminine ».
Bien que probablement monogames, ces populations pratiquaient l'exogamie, car six non-résidents sur huit sont des femmes. La diversité génétique maternelle est élevée avec 23 haplotypes mitochondriaux différents pour 34 individus, alors que tous les mâles appartiennent à un seul haplogroupe du chromosome Y R1b-M269. Cela prouve que la société est patrilocale, moyen peut-être de protéger la propriété de la lignée masculine, tandis que le mariage avec des épouses provenant de nombreux endroits différents a sécurisé les réseaux sociaux et politiques et a empêché la consanguinité.

## Pour approfondir